# Derek McInnes
Derek McInnes (ur. 5 lipca 1971 w Paisley) – szkocki piłkarz, grający na pozycji pomocnika. Występował w takich klubach jak West Bromwich Albion F.C. czy Rangers. Od 2007 pracuje jako trener.